# Night on Bröcken
Night on Bröcken - debiutancki album studyjny amerykańskiej grupy muzycznej Fates Warning. Wydawnictwo ukazało się 9 września 1984 roku nakładem wytwórni muzycznej Metal Blade Records. Nagrania zostały zarejestrowane w studiu The Gallery w East Hartford. Miksowanie odbyło się w Track Record w Los Angeles. Z kolei mastering odbył się w Capitol Records.

## Lista utworów
Opracowano na podstawie materiału źródłowego.
1. "Buried Alive" (Matheos, Arch) - 04:40
2. "The Calling" (Matheos, Arch) - 05:04
3. "Kiss of Death" (Matheos, Arch) - 04:38
4. "Night on Bröcken" (Matheos, Arduini, Arch) - 05:30
5. "S.E.K." (Matheos) - 01:20
6. "Misfit" (Arduini, Arch) - 05:06
7. "Shadowfax" ((Matheos) - 03:16
8. "Damnation" (Matheos, Arch) - 06:27
9. "Soldier Boy" (Arduini, Arch) - 06:25

## Twórcy
Opracowano na podstawie materiału źródłowego.

- John Arch - wokal prowadzący
- Jim Matheos - gitara rytmiczna, gitara prowadząca
- Victor Arduini - gitara rytmiczna, gitara prowadząca
- Joe DiBiase - gitara basowa
- Steve Zimmerman - perkusja, instrumenty perkusyjne
- Doug Clark - inżynieria dźwięku
- Bill Metoyer - miksowanie
- Eddy Schreyer - remastering
- Brian Slagel - miksowanie

## Wydania
| Rok  | Nr katalogowy | Format            | Wytwórnia           | Region            | Źródło |
| ---- | ------------- | ----------------- | ------------------- | ----------------- | ------ |
| 1984 | MBR 1025      | LP, Album)        | Metal Blade Records | Stany Zjednoczone | [ 2 ]  |
| 1984 | RR 9823       | LP, Album         | Roadrunner Records  | Holandia          | [ 2 ]  |
| 1988 | 71103-1       | LP, Album, RP     | Metal Blade Records | Stany Zjednoczone | [ 2 ]  |
| 1994 | 3984-14053-2  | CD, Album, RM, RE | Metal Blade Records | Holandia          | [ 2 ]  |
| 2002 | 3984-14431-2  | CD, Album, RM, RE | Metal Blade Records | Niemcy            | [ 2 ]  |
| 2002 | 3984-14431    | CD, Album, RM, RE | Metal Blade Records | Stany Zjednoczone | [ 2 ]  |